# 719 Albert
719 Albert är en amor-asteroid som upptäcktes första gången 3 oktober 1911 av den österrikiske astronomen Johann Palisa i Wien. Asteroiden har fått sitt namn efter Albert Salomon von Rothschild som gett ekonomiskt stöd till observatoriet i Wien.
På grund av att omloppstiden beräknades fel med 0,15 år tappades asteroiden bort efter upptäckten. Numer får aldrig en upptäckt asteroid ett nummer förrän dess omloppsbana bestämts med viss noggrannhet. Flera numrerade asteroider tappades bort på detta sätt men alla har idag återfunnits. 719 Albert blev den sista som återfanns och detta av Jeffrey A. Larsen vid Spacewatch den 1 maj 2000. Asteroiden fick först den tillfälliga beteckningen 2000 JW8 då man först trodde det var en ny asteroid. Några dagar senare när omloppsbanan bestämts kunde man bekräfta att det rörde sig om den sista borttappade asteroiden.
Asteroidens omloppsbana korsar planeten Mars omloppsbana.

## Fysiska egenskaper
Asteroiden är ungefär dubbelt så lång som den är bred.